# Freemium

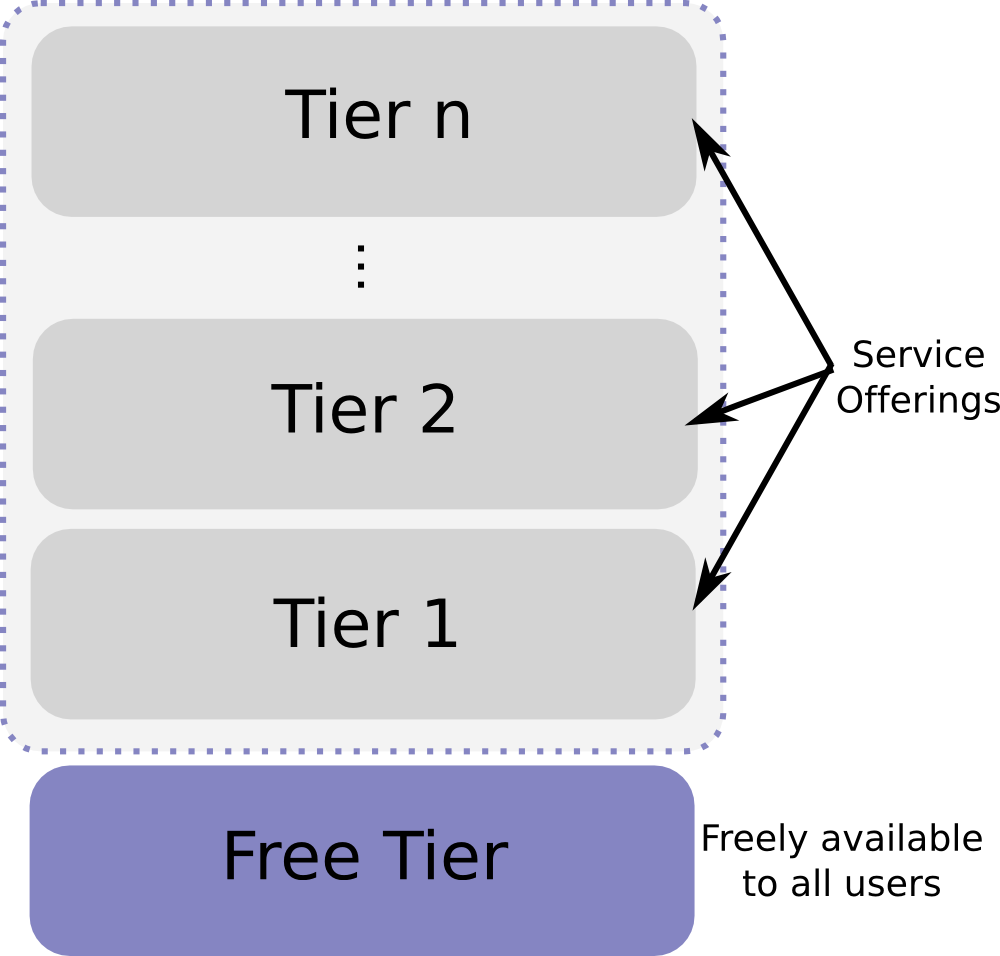
Modelo de negócios freemium com um nível baixo grátis para todos os usuários.

Freemium é um modelo de negócio em que um produto ou serviço proprietário (tipicamente uma oferta digital como software, mídia, jogos ou serviços web) é oferecido gratuitamente, mas alguma quantia em dinheiro é cobrada de usuários premium para obterem recursos adicionais, funcionalidade ou bens virtuais. A palavra "freemium" é uma palavra-valise combinando os dois aspectos do modelo de negócio: "free" e "premium".

## Origem
O termo freemium foi criado em resposta a uma postagem em um blog feita pelo investidor Fred Wilson em 2006. Wilson descreveu a estratégia freemium da seguinte maneira:
Ofereça o seu serviço de graça, possivelmente suportado por publicidades, mas não obrigatoriamente. Adquira uma grande base de clientes de forma eficiente através de buzz marketing, rede de referências, busca orgânica, etc. Depois ofereça serviços premium ou uma versão melhorada do seu serviço para a sua base de clientes.

## Rentabilidade do modelo
Na maioria dos modelos freemium apenas cerca de 5 a 10% dos usuários realmente compram alguma coisa. Do ponto de vista de negócio, isso não parece fazer muito sentido no lado financeiro. Mas existem alguns fatores que contribuem para que o modelo freemium seja viável, mesmo vendendo serviços apenas para uma pequena parcela dos usuários finais.

### Uso de computadores
O computador vem sendo usado para realizar um número cada vez maior de atividades, desde a sua invenção. Além disso, o custo dos computadores decresce rapidamente, enquanto seu poder de processamento aumenta. A lei de Moore descreve como o custo da computação decresce de maneira exponencial. Ela observa que a quantidade de poder de computação que podemos adquirir por um certo custo dobra a cada 18 meses. Isso também é verdade para o crescimento da internet, capacidade de armazenamento, etc. Em outras palavras, o custo da computação vem diminuindo exponencialmente desde a década de 50, e provavelmente continuará dessa maneira.
O efeito dessas tendências é que a produção via computadores é muito pouco custosa. É possível duplicar produtos digitais a custo quase zero. Dessa forma, a partir da produção de um simples arquivo MP3, a produção de cem ou cem milhões de cópias deste arquivo tem praticamente o mesmo custo. Isto é algo totalmente novo em relação ao modo de produção tradicional.

### Efeitos
Na economia tradicional, não faria sentido distribuir cem CDs gratuitamente para vender alguns ingressos ou camisas. O custo de produção e distribuição dos CDs seria muito maior que a renda.
Mas uma vez que é possível produzir e distribuir a música utilizando computadores, tudo muda. O custo de distribuição dos álbuns é próximo de zero. Isso significa que apenas uma pequena parte dos usuários precisa realmente comprar alguma coisa para que o modelo seja rentável.

## Empresas que usam o modelo

### Skype
O Skype é um serviço VoIP que provê chamadas de áudio e vídeo, de forma gratuita, entre computadores. O Skype gera renda através de serviços que permitem a comunicação com telefones fixos e celulares. Desde a sua primeira versão, em 2003, o software já teve mais de 1 bilhão de downloads.
No terceiro trimestre de 2008, o serviço atingiu 16 bilhões de minutos em chamadas Skype para Skype. Ao mesmo tempo, havia apenas 2,2 bilhões de minutos em chamadas pagas. Em outras palavras, de um total de 18,2 bilhões de minutos, apenas 12% deles foram pagos. Nesse período, a companhia declarou um lucro de 45 milhões de dólares.
A razão pela qual o Skype consegue fazer tanto dinheiro a partir de apenas 12% de pagantes, é que custo de duplicação e distribuição do produto é baixíssimo.

### Pandora
Pandora é um serviço de recomendação automática de músicas. O serviço toca seleções de músicas de um certo gênero baseado na seleção de artistas do usuário. O usuário então pode votar positivamente ou negativamente nas músicas escolhidas pelo serviço, e esse feedback é levado em conta quando o serviço selecionar músicas futuramente para este usuário.
Pandora tem dois tipos de planos de inscrição: uma inscrição de graça com acesso a publicidades, e uma inscrição paga sem acesso a publicidades. Em 2011, o serviço tinha cerca de 29 milhões de usuários, dos quais apenas 1,7% eram pagantes. Apesar disso, os pagantes representaram 13% (18 milhões de dólares) do lucro total da empresa naquele ano, que foi de mais de 119 milhões de dólares. 

## Os pilares do modelo Freemium

### User Onboarding automático
O User Onboarding (tradução do inglês “embarque de usuários”) é o processo no qual o usuário descobre o produto (site, aplicativo, etc.) e faz o primeiro uso, se acostumando a ele. Essa sequência de etapas, desde o momento em que o usuário faz o login escolhendo senha até a primeira demonstração de valor do produto precisa ser automática, pois sua empresa não recebe em dinheiro por aquele acompanhamento. Logo, se sua base de usuários é grande fica inviável atendê-los ao mesmo tempo. Portanto, o produto deve ser fácil de usar e “embarcar os usuários” de maneira automática para reduzir os custos.

### Experiência do Usuário impecável
Esse item complementa o superior. Se “embarcar os usuários” automaticamente é importante, fazer com que eles tenham facilidade em usar o produto também é fundamental. É aí que entra um ótimo time de User Experience (ou experiência do usuário) para fazer com que o produto seja ainda mais intuitivo e simples de uso. Por exemplo: engrenagens já são tidas como símbolos de configuração, e a tecla Enter significa prosseguir. Seu site deve ser capaz de reconhecer esses comandos para que a experiência do usuário seja positiva. Outra dica é que apenas as funções mais importantes fiquem visíveis, e não todas elas ao mesmo tempo (o que polui a tela do usuário).

### Produto que cria hábitos
Outro pilar importante de estabelecer um modelo Freemium é fazer com que seus usuários criem um hábito de usar o produto, e que as barreiras de implantação sejam muito poucas (ou inexistentes). Por exemplo: se sua empresa nota que o usuário não fez login há 5 dias ela pode enviar um e-mail automático convidando o usuário a voltar para o site.

### Mercado muito grande
A proporção é matemática: você precisará de um mercado com centenas de milhões de possíveis usuários, para que ainda sim tenha milhares (ou milhões) deles no modelo Freemium, e uma centena de milhares deles será pagante. Somente assim você terá um negócio rentável, pois se o mercado todo for de 50 mil usuários você pode ter apenas alguns milhares deles, e centenas pagantes. Pode ser que seu negócio não sobreviva financeiramente dado o tamanho das oportunidades. 